# جزيرة سابانغكور الصغرى
جزيرة سابانغكور الصغرى وهي جزيرة من جزر إندونيسيا، وتقع ضمن جزر كانغيان في إقليم جاوة الشرقية.